# Roeland Zijlstra
Roeland Zijlstra (Sneek, 16 februari 1961) is een Nederlandse kunstschilder. In 1985 was Zijlstra een van de winnaars van de Buning Brongers Prijs voor jonge kunstenaars.
Zijlstra woonde een tijd in Amsterdam. In Antwerpen zette hij met Egbert Aerts de expositieruimte Stichting Pofferd-de Nul op. Zijlstra woont en werkt op dit ogenblik in Sluiskil.